# Katy Jarzebowski
Katherine Sonia Jarzebowski (* 17. Juli 1984) ist eine US-amerikanische Komponistin.

## Leben
Kathy Jarzebowski ist polnischer Abstammung. Sie wuchs in Southington, Connecticut in einer musikalischen Familie auf. So förderten ihre Großeltern, eine Violinistin und ein Klavierspieler, früh ihre musikalische Ausbildung. Sie begann mehrere Instrumente zu spielen und nahm an Jugend-Kompositionswettbewerben teil. Von 2003 bis 2006 absolvierte sie ein Studium in Musik und Filmwissenschaften an der Yale University. Ihren Master in Filmkomposition absolvierte sie erfolgreich von 2012 bis 2014 an der New York University. Während dieser Zeit wurde sie für ihre Musik mit einem Elmer Bernstein Award ausgezeichnet.
Mit ihrem Abschluss fand sie eine Anstellung beim Film Music & Sound Design Lab at Skywalker Sound und komponierte mehrere Musiken für Kurzfilme. Bereits 2015 debütierte sie mit ihrer Musik für die von Virginia Crawford inszenierte Komödie Jiltedund und dem von Christopher Chambers inszeniertem Drama Aram, Aram als Komponistin für einen Langspielfilm.

## Filmografie (Auswahl)
- 2015: Aram, Aram
- 2015: Jilted
- 2016: The Tribe
- 2019: Clementine
- 2019: Perfect Human (Life Like)
- 2019: Santa In Training